# Джассем Габер
Джассем Габер Абдулсаллам (араб. جاسم جابر عبد السلام; нар. 20 лютого 2002) — катарський професійний футболіст, півзахисник катарського «Аль-Арабі» та національної збірної Катару.

## Кар'єра

### Клубна
У січні 2020 року Габер підписав чотирирічний контракт та залишився з Аль-Арабі до 2024 року.
У січні 2022 року Габер був включений до списку молодих гравців IFFHS АФК у 2021 році.

### У збірній
У листопаді 2022 потрапив до заявки збірної Катару на домашній для неї тогорічний чемпіонат світу.
У січні 2024 року Габер був включений до заявки збірної Катару на Кубок Азії 2023 року. У півфінальній грі проти Ірану він зрівняв рахунок (1–1), завдавши удару з-за меж штрафного майданчика, а матч завершився перемогою Катару з рахунком 3–2, яка кваліфікувала їх до фіналу.

## Досягнення
Клубні
- Кубок Еміра Катару: 2023

Збірні
- Володар Кубка Азії: 2024